# Кульон американський
Кульон американський (Numenius americanus) — вид сивкоподібних птахів родини баранцевих (Scolopacidae).

## Поширення
Гніздиться на трав'янистих ділянках у центральній і середньо-західній частині Північної Америки. Він зимує південніше свого літнього ареалу аж до Центральної Америки та на тихоокеанському узбережжі США. Під час кочування його часто бачать на болотах і вздовж узбережжя.

## Опис
Довжина тіла 50–65 см; розмах крил 87 см; маса тіла самців 445—792 г, самиць 630—951 г. Птах має надзвичайно довгий косоподібний дзьоб. Верхні частини тіла вкриті коричневим пір'ям з чорними плямами. Голова з тонкими лініями. Нижня сторона тіла палева. Коричневі нижні поверхні крил помітні під час польоту. Самиця значно більша за самця. Молоді особини мають коротший дзьоб.

## Спосіб життя
Поїдає комах та їхні личинки, дощових черв'яків, морських ракоподібних (наприклад, креветки, краби) і донних безхребетних. Іноді їсть також павуків, іноді пташині яйця та пташенят. За сезон виводить один виводок. Гніздо — видряпана нора в землі, вистелена галькою, шматками кори, послідом тварин, травою, стеблами, гілочками та насінням. У кладці зазвичай 4 яйця. Їхня інкубація триває 27–31 день. Після вилуплення пташенята мають відкриті очі і покриті пухом. Вони можуть покинути гніздо приблизно через 5 годин після вилуплення.